# Рабочее сообщество Альпы-Адриатика

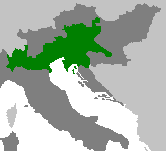

Рабочее сообщество Альпы-Адриатика (англ. Alps-Adriatic Working Community, нем. Arbeitsgemeinschaft Alpen-Adria, хорв. Radna zajednica Alpe-Jadran, итал. Comunità di lavoro Alpe-Adria, венг. Alpok-Adria Munkaközösség, словен. Delovna skupnost Alpe-Jadran) — межгосударственное объединение приграничных регионов Австрии, Хорватии, Италии, Венгрии, Словении, охватывающее территории Восточных и Южных Альп и побережья Адриатического моря.
Учреждено в Венеции 20 ноября 1978 г. Генеральный секретариат Сообщества располагается в г. Клагенфурт (Каринтия). Рабочие языки: немецкий, итальянский, хорватский, словенский, венгерский.
В настоящее время членами Сообщества являются:
- Верхняя Австрия (Австрия)
- Штирия (Австрия)
- Бургенланд (Австрия)
- Каринтия (Австрия)
- Хорватия
- Ломбардия (Италия)
- Венеция (Италия)
- Фриули-Венеция-Джулия (Италия)
- Баранья (Венгрия)
- Ваш (Венгрия)
- Зала (Венгрия)
- Шомодь (Венгрия)
- Словения

Территория Сообщества составляет 190 423 кв.км, население — ок. 26 млн жителей.
Заявленные цели сотрудничества в рамках Сообщества:
- способствовать консолидации мирной, объединённой, демократической и плюралистической Европы;
- учитывая ту важную роль, которую члены Сообщества играют в процессе европейской интеграции, подавать пример укрепления дружбы и широкого сотрудничества между народами;
- стремиться к укреплению выполняемой регионом функции своего рода моста, соединяющего государства-члены ЕС и страны-кандидаты в члены ЕС;
- признавая равенство и партнерство членов Сообщества, стремиться развивать интеграцию с целью устранения всех существующих между ними барьеров;
- выравнивать и поднимать качество жизни населения регионов, входящих в Сообщество.

## История
Фундамент для современного трансграничного сотрудничества в этом регионе был заложен вскоре после Второй мировой войны — речь идет о первых трансграничных контактах между итальянским регионом Фриули-Венеция-Джулия, австрийской Каринтией и югославской республикой Словения. Всё началось с культурных контактов, к которым добавились контакты в спортивной сфере, а позднее — экономическое и политическое сотрудничество.
В 1965 на региональном уровне были сформированы рабочие группы по сотрудничеству в области культуры и науки, транспортного сообщения, туризма, водоиспользования, регионального планирования и охраны ландшафтов.
В марте 1967 Фриули-Венеция-Джулия, Каринтия и Словения приняли всеобъемлющую программу культурного обмена. Одной из наиболее значительных и долговременных инициатив стало проведение совместной художественной выставки IntArt.
К концу 1960-х сотрудничество трёх регионов в различных областях приобрело своё нынешнее наименование «Альпы — Адриатика» («Альпы — Адрия», «Альпы — Ядран»).
Многообразному сотрудничеству способствовали регулярные дипломатические мероприятия.
В октябре 1969 г. в результате усилий по вовлечению в сотрудничество ещё одной югославской республики — Хорватии — в Удине была сформирована четырёхсторонняя комиссия по вопросам совместного регионального планирования и развития туризма.
Новый импульс развитию сотрудничества придало учреждение в 1972 г. «Рабочего сообщества альпийских стран» (WC Alp), куда вошли регионы Италии — Ломбардия и Трентино Альто-Адидже, австрийские провинции Зальцбург, Тироль, Форарльберг, швейцарский кантон Грисонс и западногерманская земля Бавария. В сентябре 1974 австрийская провинция Штирия приступила к созданию «Рабочего сообщества восточноальпийских стран».
Интерес к этой инициативе проявили Фриули-Венеция-Джулия, Каринтия, Словения и Хорватия, а позднее — также регионы Венеция, Зальцбург, Бавария, Верхняя Австрия.
В ноябре 1977 состоялась международная конференция в Граце (Штирия). В конце апреля 1978 здесь же прошла подготовительная сессия по созданию «Рабочего сообщества восточноальпийских стран», а 20 ноября 1978 в Венеции состоялось его официальное учреждение. Вскоре, однако, сообщество приняло своё нынешнее название.
Сообщество не осталось в стороне от политических перемен, произошедших в Восточной и Юго-Восточной Европе в конце 1980-х гг. В июле 1991 его представители приняли резолюцию, призывавшую все государства «признать право Республик Словения и Хорватия на самоопределение, независимость и суверенитет».
Уничтожение железного занавеса позволило снять все барьеры на пути развития трансграничного сотрудничества. Родилась идея использовать Сообщество в качестве своего рода плацдарма для расширения ЕС на восток. В 2004 членами ЕС стали Венгрия и Словения, и начиная с 2005 г. усилия Сообщества сосредоточены на содействии вступлению в ЕС Хорватии.